# Кононова Олександра Миколаївна
Олекса́ндра Микола́ївна Ко́нонова (нар. 27 лютого 1991, Ярославська область, Росія) — українська біатлоністка, триразова чемпіонка Зимових Паралімпійських ігор 2010. Заслужений майстер спорту України.

## Життєпис
Кононова Олександра Миколаївна народилася 27 лютого 1991 року в Ярославській області, Росія. Ще маленькою захворіла на остеомієліт. Захворювання вразило кістки правої руки і вона стала коротшою за здорову. Батьки її та сестру залишили на виховання бабусі. Дитинство вона провела у с. Шевченкове Броварського району Київської області. З тринадцяти років почала займатися спортом.

## Спортивна кар'єра
З 2007 року вона входить до складу збірної команди України з зимових видів спорту серед спортсменів з ураженнями опорно-рухового апарату.
Займається лижними гонками та біатлоном у Київському обласному центрі «Інваспорт». Майстер спорту міжнародного класу з лижних гонок (2009 рік), триразова чемпіонка, дворазова срібна і дворазова бронзова призерка з лижних гонок та переможниця кубку світу-2007 з біатлону, пізніше — багаторазова чемпіонка, дворазова срібна і дворазова бронзова призерка з лижних гонок та дворазова срібна призерка кубку світу 2008 з біатлону серед спортсменів-інвалідів з ураженнями опорно-рухового апарату.
Олександра э дворазовою бронзовою призеркою із лижних гонок (довга дистанція, середня дистанція) та срібною й бронзовою призеркою з біатлону (гонка переслідування, довга дистанція) кубку світу 2009 року у м. Сьюсьоен (Норвегія), чемпіонка з біатлону (довга дистанція) та дворазова срібна призерка (естафета, спринт) з лижних гонок чемпіонату світу 2009 року з лижних перегонів та біатлону у м. Вуокатті (Фінляндія). Вона виборола дві золотих медалі з біатлону та «срібло» з лижних перегонів у фіналі Кубку світу 2009 року у м. Маунт Вашингтон (Канада). Також їй вдалося отримати дві золоті медалі у змаганнях із біатлону й одну золоту нагороду та бронзу з лижних перегонів Кубку світу 2009 року у м. Вістлер (Канада).
За результатами виступу на Паралімпіаді 2010 року її було нагороджено нагородою Міжнародного паралімпійського комітету «Найвдаліший дебют Паралімпіади». Також вона отримала орден «За заслуги» ІІІ ступеня (2010 рік).
На Чемпіонаті світу 2011 року Олександра здобула чотири золоті медалі у біатлоні (довга дистанція), лижних перегонах (довга дистанція), біатлоні (перегони переслідування, середня дистанція), лижних перегонах — спринті; дві срібні медалі в естафеті та лижних перегонах (середня дистанція), а також бронзову медаль у біатлоні, перегонах з переслідування (коротка дистанція). У Кубках 2011 року спортсменка отримала чотири срібні нагороди у лижних перегонах 7,5 км, лижних перегонах (довга дистанція), біатлоні 7,5 км та біатлоні з перегонами-переслідування, і бронзову нагороду у лижних перегонах (середня дистанція).
У Кубках світу 2012 року вона виборола чотири золоті медалі у лижних перегонах та біатлоні, й «срібло» в естафеті. Чемпіонат світу 2013 року у м. Солефті (Швеція) приніс їй «золото» у лижних перегонах (середня дистанція), два «срібла» в лижних перегонах (довга дистанція), естафеті (змішаний клас), три «бронзи» в лижних перегонах (спринт), біатлон (коротка та середня дистанції). У фіналі Кубку світу 2013 року Олександра стала дворазовою переможницею та срібною і бронзовою призеркою.
Нагороди Олександри за результатами виступів на Кубках світу 2014 року:
- у м. Вуокатті (Фінляндія) — три золоті медалі за лижні перегони (середня та коротка дистанції), біатлон (гонка переслідування), а також срібна медаль за біатлон (коротка дистанція 6км);
- у м. Оберстдорф (Німеччина) — три золоті медалі за лижні перегони (довга дистанція, вільний стиль 15 км; спринт вільний стиль; середня дистанція 5 км класичний стиль);
- у м. Оберрід (Німеччина) — золота медаль у біатлоні (коротка дистанція 6км), а також дві срібні медалі за біатлон (середня та довга дистанція)[3].

### Зимова Паралміпіада 2014
Виступала на зимовій Паралімпіаді 2014 у 6 дисциплінах у біатлоні та лижних перегонах. Посіла друге місце у біатлоні на дистанції 10 кілометрів стоячи.

## Олімпійські нагороди

### Паралімпіада 2010
- — Лижні перегони, індивідуальний спринт, 12.5 км
- — Лижні перегони, індивідуальний спринт, 5 км
- — Біатлон, індивідуальний спринт, 1 км
- — Лижні перегони, естафета, 3 х 2,5 км

### Паралімпіада 2014
- — Біатлон, 12,5 км стоячи[6].
- — Лижні перегони, 10 км стоячи[7]

### Паралімпіада 2022
- — Біатлон, 10 км стоячи